# Phalloniscus loyolai
Phalloniscus loyolai là một loài chân đều trong họ Dubioniscidae. Loài này được Zardo miêu tả khoa học năm 1989.